# 지포스 700 시리즈

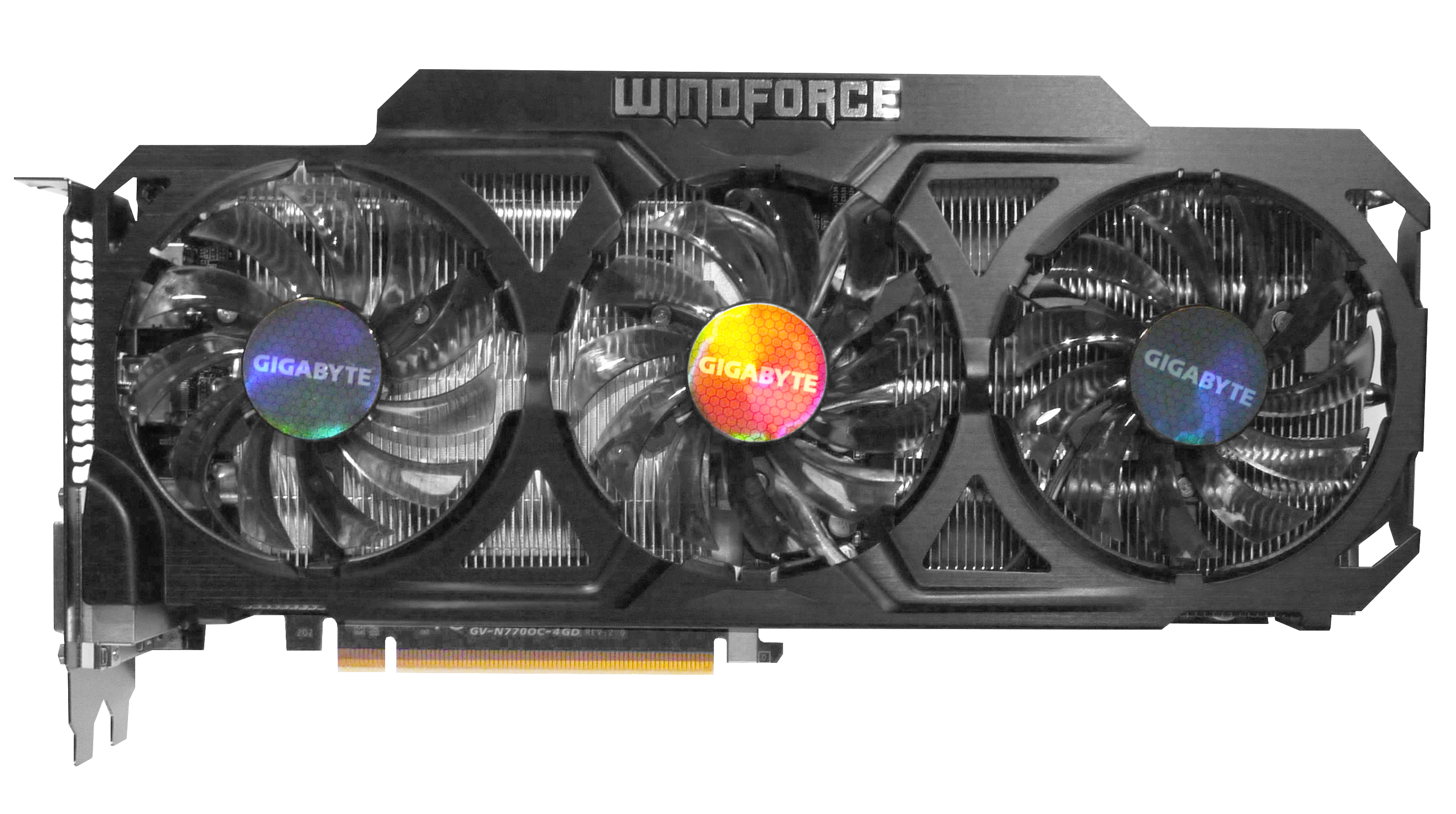
기가바이트 GTX770 그래픽 카드

지포스 700 시리즈(GeForce 700 Series)는 엔비디아가 개발한 그래픽 처리 장치 시리즈이다. 주로 케플러 마이크로아키텍처 (GK 코드가 붙은 칩)를 리프레시한 것이지만, 일부 카드는 페르미 (GF)를 사용하고 이후 카드는 맥스웰 (GM)을 사용한다. 지포스 700 시리즈 카드는 2013년에 처음 출시되었으며, 2013년 2월 19일 지포스 GTX 타이탄의 출시를 시작으로 2013년 5월 23일 지포스 GTX 780이 출시되었다. 최초의 모바일 지포스 700 시리즈 칩은 2013년 4월에 출시되었다.

## 개요
GK110은 컴퓨팅 성능을 염두에 두고 설계되고 마케팅되었다. 71억 개의 트랜지스터를 포함한다. 이 모델은 또한 스트리밍 프로세서의 기능에 따라 가능한 한 많은 작업을 병렬로 실행하여 에너지 효율을 극대화하려고 시도한다.
GK110을 통해 이전 모델에 비해 레지스터 파일과 L2 캐시 모두에서 메모리 공간과 대역폭이 증가한 것을 볼 수 있다. SMX 수준에서 GK110의 레지스터 파일 공간은 64K 32비트 레지스터로 구성된 256KB로 증가했으며, 페르미의 32K 32비트 레지스터 합계인 128KB와 비교된다. L2 캐시의 경우 GK110 L2 캐시 공간은 최대 1.5MB로 증가하여 GF110의 2배 크기이다. L2 캐시와 레지스터 파일 대역폭도 두 배로 증가했다.
스레드당 더 많은 레지스터를 사용할 수 있으므로 레지스터 부족 시나리오에서의 성능도 향상되었다. 이는 GK110에서 스레드당 63개 레지스터에서 스레드당 255개 레지스터로 이동하여 각 스레드가 처리할 수 있는 총 레지스터 수의 증가와 함께 진행된다.
GK110을 통해 엔비디아는 GPU 텍스처 캐시를 컴퓨팅에 사용하도록 재작업했다. 48KB 크기로, 컴퓨팅에서 텍스처 캐시는 읽기 전용 캐시가 되어 정렬되지 않은 메모리 접근 워크로드에 특화된다. 또한, ECC에 의존하는 워크로드에 더 안전하게 사용할 수 있도록 오류 감지 기능이 추가되었다.
최신 엔비디아 드라이버와 함께 다이내믹 슈퍼 해상도(DSR)가 케플러 GPU에 추가되었다.

## 아키텍처

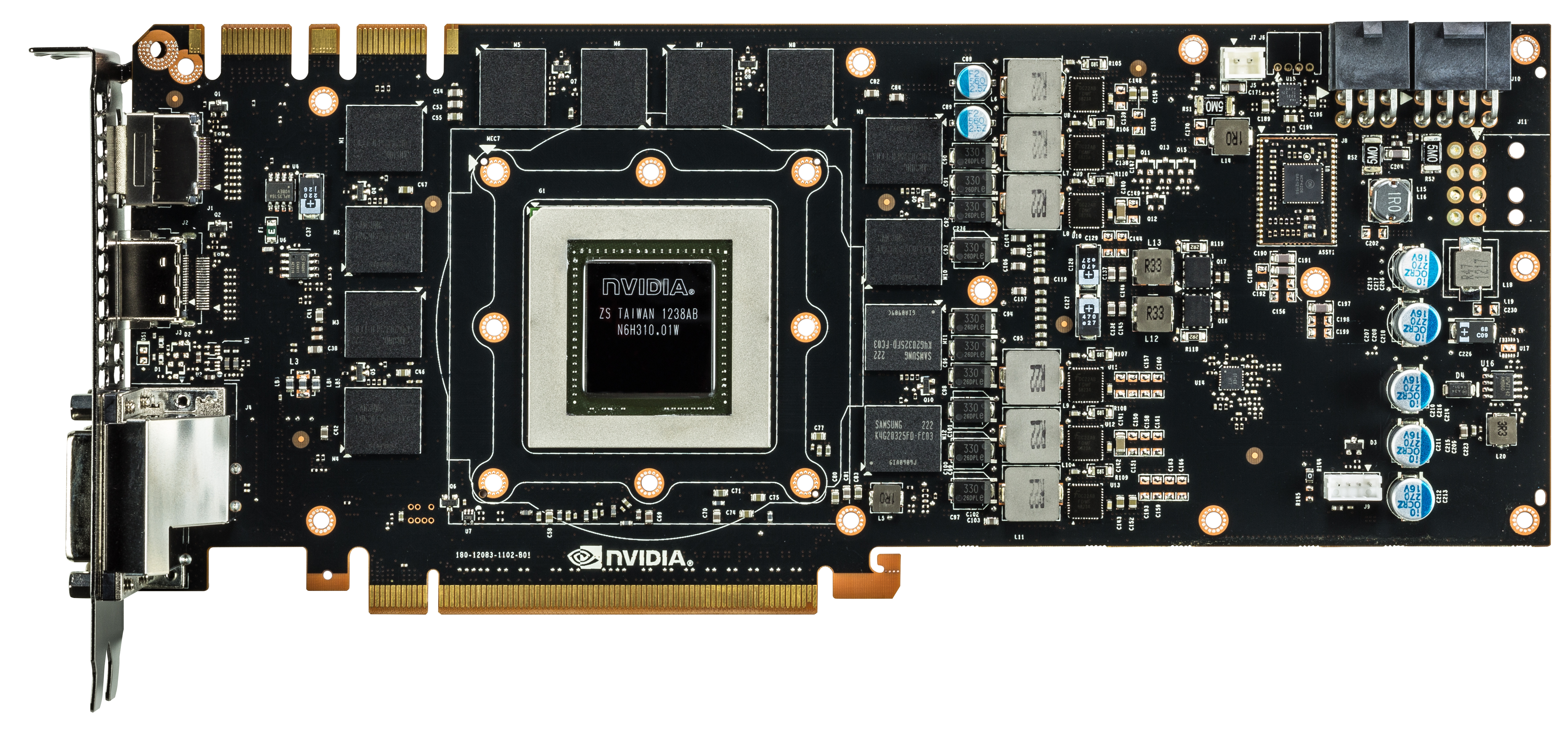
지포스 GTX 780 PCB 및 다이

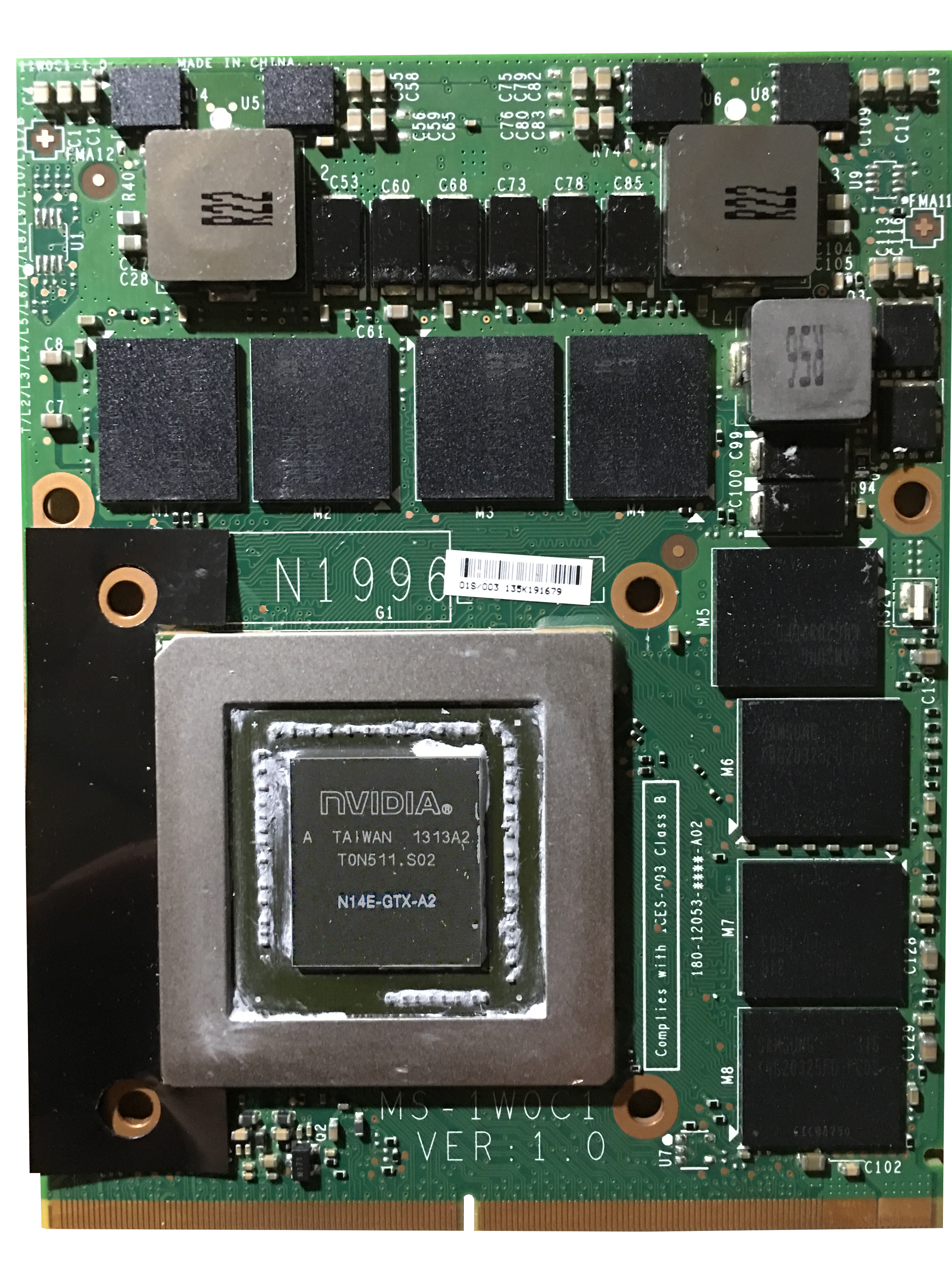
MXM 소켓이 있는 GTX 780M GPU

지포스 700 시리즈는 GK104와 GK110의 기능을 모두 포함한다. 700 시리즈의 케플러 기반 모델은 지포스 제품군에 다음 표준 기능을 추가한다.
GK104에서 파생된 기능:
- PCI 익스프레스 3.0 인터페이스
- 디스플레이포트 1.2
- HDMI 1.4a 4K x 2K 비디오 출력
- 퓨어비디오 VP5 하드웨어 비디오 가속 (최대 4K x 2K H.264 디코딩)
- 하드웨어 H.264 인코딩 가속 블록 (NVENC)
- 최대 4개의 독립적인 2D 디스플레이 또는 3개의 스테레오스코픽/3D 디스플레이 (NV 서라운드) 지원
- 바인딩 없는 텍스처
- GPU 부스트
- TXAA
- TSMC의 28 nm 공정에서 제조

GK110의 새로운 기능:
- 컴퓨팅 중심 SMX 개선
- CUDA 컴퓨팅 능력 3.5
- 새로운 셔플 명령어
- 동적 병렬 처리
- 하이퍼-Q (하이퍼-Q의 MPI 기능은 테슬라 전용)
- 그리드 관리 장치
- 엔비디아 GPUDirect (GPUDirect의 RDMA 기능은 테슬라 및 쿼드로 전용)
- GPU-부스트 2.0

### 컴퓨팅 중심 SMX 개선
GK110에서 엔비디아는 컴퓨팅 성능을 향상시키는 데 주력했다. GK104와 가장 큰 차이점은 전용 FP64 CUDA 코어가 8개가 아닌 최대 64개라는 점이다. 이는 GK104 SMX의 FP64 처리량의 8배에 해당한다. SMX는 또한 레지스터 파일의 공간이 증가했다. 레지스터 파일 공간은 페르미에 비해 256KB로 증가했다. 텍스처 캐시도 개선되었다. 48KB의 공간으로, 텍스처 캐시는 컴퓨팅 워크로드에 대한 읽기 전용 캐시가 될 수 있다.

### 새로운 셔플 명령어
저수준에서 GK110은 성능을 더욱 향상시키기 위한 추가 명령어와 연산을 제공한다. 새로운 셔플 명령어는 워프 내의 스레드가 메모리로 다시 돌아가지 않고 데이터를 공유할 수 있게 하여 이전의 로드/공유/저장 방식보다 훨씬 빠르게 만든다. 아토믹 연산도 개편되어 아토믹 연산의 실행 속도가 빨라졌고, 이전에 FP32 데이터에서만 가능했던 일부 FP64 연산이 추가되었다.

### 하이퍼-Q
하이퍼-Q는 GK110 하드웨어 작업 큐를 1개에서 32개로 확장한다. 이것의 중요성은 단일 작업 큐를 가졌던 페르미는 때때로 큐에 모든 SM을 채울 만큼 충분한 작업이 없어서 비어있는 경우가 있었다는 점이다. 32개의 작업 큐를 가짐으로써 GK110은 많은 시나리오에서 다른 작업 스트림을 유휴 SMX에 할당하여 더 높은 활용도를 달성할 수 있다. 하이퍼-Q의 단순한 특성은 HPC에서 자주 사용되는 공통 메시지 전달 인터페이스인 MPI에 쉽게 매핑된다는 사실에 의해 더욱 강화된다. 원래 다중 CPU 시스템용으로 설계되었지만 잘못된 의존성으로 인해 병목 현상이 발생했던 레거시 MPI 기반 알고리즘은 이제 해결책을 갖게 되었다. MPI 작업 수를 늘리면 코드를 변경하지 않고도 이러한 알고리즘에서 하이퍼-Q를 사용하여 효율성을 향상시킬 수 있다.

### 마이크로소프트 다이렉트X 지원
지포스 700 시리즈의 엔비디아 케플러 GPU는 다이렉트X 11.0을 완벽하게 지원한다. 모든 지포스 700 시리즈 카드도 기능 수준 11_0의 다이렉트X 12.0을 지원한다.

### 동적 병렬 처리
동적 병렬 처리 기능은 커널이 다른 커널을 디스패치할 수 있도록 하는 기능이다. 페르미의 경우 CPU만 커널을 디스패치할 수 있었는데, 이는 CPU와 다시 통신해야 하는 일정량의 오버헤드를 발생시켰다. 커널이 자체 자식 커널을 디스패치할 수 있는 기능을 부여함으로써 GK110은 CPU로 다시 돌아갈 필요가 없어 시간을 절약하고, 그 과정에서 CPU를 다른 작업을 처리하도록 자유롭게 할 수 있다.

## 제품

### 지포스 700 (7xx) 시리즈
지포스 700 시리즈는 데스크톱 아키텍처용으로 설계되었다. 더 저렴하고 성능이 낮은 제품들이 시간이 지남에 따라 출시될 것으로 예상되었다. 케플러는 다이렉트X 11.1 API를 통해 기능 수준 11_0에서 11.1 기능을 지원하지만, 엔비디아는 케플러에서 4가지 비게임 기능을 하드웨어로 활성화하지 않았다(11_1의 경우).
- 1 셰이더 프로세서 : 텍스처 매핑 유닛 : 렌더 출력 유닛
- 2 픽셀 필레이트는 ROP 수에 기본 코어 클럭 속도를 곱하여 계산된다.
- 3 텍스처 필레이트는 TMU 수에 기본 코어 클럭 속도를 곱하여 계산된다.
- 4 단정밀도 성능은 셰이더 수의 2배에 기본 코어 클럭 속도를 곱하여 계산된다.
- 5 GTX 타이탄 및 GTX 타이탄 블랙의 배정밀도 성능은 드라이버에서 단정밀도 성능을 높일 수 있는 사용자 선택 구성 옵션에 따라 단정밀도 성능의 1/3 또는 1/24이다(단정밀도 성능의 1/24로 설정된 경우).[9] 다른 케플러 칩의 배정밀도 성능은 단정밀도 성능의 1/24로 고정되어 있다.[10] 지포스 700 시리즈 맥스웰 칩의 배정밀도 성능은 단정밀도 성능의 1/32이다.[11]
- 6 SLI는 4방향 SLI 구성을 위해 최대 4개의 동일한 그래픽 카드를 연결하는 것을 지원한다. 4방향 SLI를 지원하는 모델은 3방향 및 2방향 SLI를 지원할 수 있지만, 듀얼 GPU 카드는 이미 내부에 2방향 SLI를 구현하므로 2개의 듀얼 GPU 카드만 SLI로 사용하여 4방향 SLI 구성을 제공할 수 있다.

### 지포스 700M (7xxM) 시리즈
일부 구현은 다른 사양을 사용할 수 있다.
- 1 통합 셰이더 : 텍스처 매핑 유닛 : 렌더 출력 유닛

| 모델            | 출시             | 암호명 | 제조 (nm) | 버스 인터페이스 | 코어 구성1  | 클럭 속도  | 클럭 속도    | 클럭 속도     | 필레이트    | 필레이트      | 메모리    | 메모리        | 메모리     | 메모리         | API 지원 (버전) | API 지원 (버전) | API 지원 (버전) | API 지원 (버전) | 처리 능력2 (GFLOPS) | TDP (와트) | 참고        |
| 모델            | 출시             | 암호명 | 제조 (nm) | 버스 인터페이스 | 코어 구성1  | 코어 (MHz) | 셰이더 (MHz) | 메모리 (MT/s) | 픽셀 (GP/s) | 텍스처 (GT/s) | 크기 (MB) | 대역폭 (GB/s) | 유형       | 버스 폭 (비트) | DirectX         | OpenGL          | OpenCL          | 벌컨            | 처리 능력2 (GFLOPS) | TDP (와트) | 참고        |
| --------------- | ---------------- | ------ | --------- | --------------- | ----------- | ---------- | ------------ | ------------- | ----------- | ------------- | --------- | ------------- | ---------- | -------------- | --------------- | --------------- | --------------- | --------------- | ------------------- | ---------- | ----------- |
| 지포스 705M     | 2013년 6월 1일   | GF119  | 40        | PCIe 2.0 x16    | 48:8:4      | 775        | 1550         | 1800          | 1.48        | 5.9           | 최대 2048 | ?             | DDR3       | 64             | 12.0 (11_0)     | 4.6             | 1.1             | 1.3             | 141.7               | 12         | 520M 재배지 |
| 지포스 710M     | 2013년 4월 1일   | GF117  | 28        | PCIe 2.0 x16    | 96:16:4     | 775        | 1550         | 1800          | 3.1         | 12.4          | 최대 2048 | 14.4          | DDR3       | 64             | 12.0 (11_0)     | 4.6             | 1.1             | 1.3             | 297.6               | 15         |             |
| 지포스 GT 720M  | 2013년 4월 1일   | GF117  | 28        | PCIe 2.0 x16    | 96:16:4     | 800        | 1600         | 1600          | 2.5         | 10            | 최대 2048 | 12.8          | DDR3       | 64             | 12.0 (11_0)     | 4.6             | 1.1             | 1.3             | 240                 | 33         |             |
| 지포스 GT 720M  | 2013년 12월 25일 | GK208  | 28        | PCIe 2.0 x16    | 192:16:8    | 800        | 800          | 1600          | 2.9         | 11.5          | 최대 2048 | 12.8          | DDR3       | 64             | 12.0 (11_0)     | 4.6             | 1.2             | 1.3             | 276                 | 33         |             |
| 지포스 GT 730M  | 2013년 4월 1일   | GK107  | 28        | PCIe 3.0 x16    | 384:32:16   | 725        | 725          | 1800          | 5.8         | 23            | 최대 2048 | 14.4 – 64.0   | DDR3 GDDR5 | 128            | 12.0 (11_0)     | 4.6             | 1.1             | 1.3             | 552.2               | 33         |             |
| 지포스 GT 730M  | 2014년 3월 6일   | GK208  | 28        | PCIe 2.0 x8     | 384:16:8    | 725        | 725          | 1800          | 5.8         | 11.5          | 최대 2048 | 14.4 – 64.0   | DDR3 GDDR5 | 64             | 12.0 (11_0)     | 4.6             | 1.1             | 1.3             | 552.2               | 33         |             |
| 지포스 GT 735M  | 2013년 4월 1일   | GK208  | 28        | PCIe 2.0 x8     | 384:32:8    | 889        | 889          | 2000          | 4.6         | 9.2           | 최대 2048 | 16.0          | DDR3       | 64             | 12.0 (11_0)     | 4.6             | 1.2             | 1.3             | 441.6               | 33         |             |
| 지포스 GT 740M  | 2013년 4월 1일   | GK107  | 28        | PCIe 3.0 x16    | 384:32:16   | 810-1033   | 810-1033     | 1800/3600     | 6.48        | 25.9          | 최대 2048 | 14.4 – 57.6   | DDR3 GDDR5 | 128            | 12.0 (11_0)     | 4.6             | 1.1             | 1.3             | 622.1               | 45         |             |
| 지포스 GT 740M  | 2013년 6월 20일  | GK208  | 28        | PCIe 3.0 x8     | 384:32:8    | 980-1033   | 980-1033     | 1800/3600     | 8.3         | 33.1          | 최대 2048 | 14.4 – 57.6   | DDR3 GDDR5 | 64             | 12.0 (11_0)     | 4.6             | 1.2             | 1.3             | 752.6               | 33         |             |
| 지포스 GT 745M  | 2013년 4월 1일   | GK107  | 28        | PCIe 3.0 x16    | 384:32:16   | 837        | 837          | 2000 – 5000   | 4.39        | 17.6          | 최대 2048 | 32.0 – 80.0   | DDR3 GDDR5 | 128            | 12.0 (11_0)     | 4.6             | 1.2             | 1.3             | 642.8               | 45         |             |
| 지포스 GT 750M  | 2013년 4월 1일   | GK107  | 28        | PCIe 3.0 x16    | 384:32:16   | 967        | 967          | 2000 – 5000   | 7.53        | 30.1          | 최대 4096 | 32 – 80       | DDR3 GDDR5 | 128            | 12.0 (11_0)     | 4.6             | 1.1             | 1.3             | 722.7               | 50         |             |
| 지포스 GT 755M  | 알 수 없음       | GK107  | 28        | PCIe 3.0 x16    | 384:32:16   | 1020       | 1020         | 5400          | 15.7        | 31.4          | 최대 2048 | 86.4          | GDDR5      | 128            | 12.0 (11_0)     | 4.6             | 1.1             | 1.3             | 752.6               | 50         |             |
| 지포스 GTX 760M | 2013년 5월 30일  | GK106  | 28        | PCIe 3.0 x16    | 768:64:16   | 657        | 657          | 4008          | 10          | 40.2          | 2048      | 64.1          | GDDR5      | 128            | 12.0 (11_0)     | 4.6             | 1.1             | 1.3             | 964.6               | 55         |             |
| 지포스 GTX 765M | 2013년 5월 30일  | GK106  | 28        | PCIe 3.0 x16    | 768:64:16   | 850        | 850          | 4008          | 12.8        | 51            | 2048      | 64.1          | GDDR5      | 128            | 12.0 (11_0)     | 4.6             | 1.2             | 1.3             | 1224                | 75         |             |
| 지포스 GTX 770M | 2013년 5월 30일  | GK106  | 28        | PCIe 3.0 x16    | 960:80:24   | 811        | 811          | 4008          | 14.1        | 56.5          | 3072      | 96.2          | GDDR5      | 192            | 12.0 (11_0)     | 4.6             | 1.2             | 1.3             | 1356                | 75         |             |
| 지포스 GTX 780M | 2013년 5월 30일  | GK104  | 28        | PCIe 3.0 x16    | 1536:128:32 | 823        | 823          | 5000          | 24.7        | 98.7          | 4096      | 160.0         | GDDR5      | 256            | 12.0 (11_0)     | 4.6             | 1.2             | 1.3             | 2369                | 100        |             |

1. 1 2  Lacks hardware video encoder

## 칩셋 표

### 지포스 700 (7xx) 시리즈
| 모델                   | 출시             | 암호명          | 제조 (nm)  | 트랜지스터 (백만) | 다이 크기 (mm2) | 버스 인터페이스      | SMX 개수 | 코어 구성      | 클럭 속도  | 클럭 속도         | 클럭 속도         | 클럭 속도              | 필레이트    | 필레이트      | 메모리 구성    | 메모리 구성   | 메모리 구성 | 메모리 구성    | 지원 API 버전 | 지원 API 버전 | 지원 API 버전 | 지원 API 버전 | 처리 능력 (GFLOPS) | 처리 능력 (GFLOPS) | TDP (와트) | 출시 가격 (USD) |
| 모델                   | 출시             | 암호명          | 제조 (nm)  | 트랜지스터 (백만) | 다이 크기 (mm2) | 버스 인터페이스      | SMX 개수 | 코어 구성      | 기본 (MHz) | 평균 부스트 (MHz) | 최대 부스트 (MHz) | 메모리 (MHz)           | 픽셀 (GP/s) | 텍스처 (GT/s) | 크기 (MB)      | 대역폭 (GB/s) | DRAM 유형   | 버스 폭 (비트) | 벌컨          | Direct3D      | OpenGL        | OpenCL        | 단정밀도           | 배정밀도           | TDP (와트) | 출시 가격 (USD) |
| ---------------------- | ---------------- | --------------- | ---------- | ----------------- | --------------- | -------------------- | -------- | -------------- | ---------- | ----------------- | ----------------- | ---------------------- | ----------- | ------------- | -------------- | ------------- | ----------- | -------------- | ------------- | ------------- | ------------- | ------------- | ------------------ | ------------------ | ---------- | --------------- |
| 지포스 GT 705          | 2014년 3월 27일  | GF119-300-A1    | TSMC 40 nm | 292               | 79              | PCIe 2.0 x16         | 1        | 48:8:4         | 810        | 빈칸              | 빈칸              | 898 (1796)             | 3.24        | 6.5           | 512 1024       | 14.4          | DDR3        | 64             | n/a           | 12 (11_0)     | 4.6           | 1.1           | 155.5              | 19.4               | 29         | OEM             |
| 지포스 GT 710          | 2014년 3월 27일  | GK208-301-A1    | TSMC 28 nm | 1020              | 79              | PCIe 2.0 x8          | 1        | 192:16:8       | 823        | 빈칸              | 빈칸              | 900 (1800)             | 6.6         | 13.2          | 512            | 14.4          | DDR3        | 64             | 1.2           | 12 (11_0)     | 4.6           | 1.2           | 316.0              | 13.2               |            | OEM             |
| 지포스 GT 710          | 2016년 1월 26일  | GK208-203-B1    | TSMC 28 nm | 1020              | 79              | PCIe 2.0 x8, PCIe x1 | 1        | 192:16:8       | 954        | 빈칸              | 빈칸              | 900 (1800) 1253 (5010) | 7.6         | 15.3          | 1024 2048      | 14.4 40.0     | DDR3 GDDR5  | 64             | 1.2           | 12 (11_0)     | 4.6           | 1.2           | 366                | 15.3               | 19         | 35–45           |
| 지포스 GT 720          | 2014년 3월 27일  | GK208-201-B1    | TSMC 28 nm | 1020              | 79              | PCIe 2.0 x8          | 1        | 192:16:8       | 797        | 빈칸              | 빈칸              | 900 (1800) 1253 (5010) | 6.4         | 12.8          | 1024 2048      | 14.4 40.0     | DDR3 GDDR5  | 64             | 1.2           | 12 (11_0)     | 4.6           | 1.2           | 306                | 12.8               | 19         | 49–59           |
| 지포스 GT 730          | 2014년 6월 18일  | GK208-301-A1    | TSMC 28 nm | 1020              | 79              | PCIe 2.0 x8          | 2        | 384:16:8       | 902        | 빈칸              | 빈칸              | 900 (1800)             | 7.22        | 14.44         | 1024 2048 4096 | 14.4          | DDR3        | 64             | 1.2           | 12 (11_0)     | 4.6           | 1.2           | 692.7              | 28.9               | 23         | 69–79           |
| 지포스 GT 730          | 2014년 6월 18일  | GK208-400-A1    | TSMC 28 nm | 1020              | 79              | PCIe 2.0 x8          | 2        | 384:16:8       | 902        | 빈칸              | 빈칸              | 1250 (5000)            | 7.22        | 14.44         | 1024 2048      | 40.0          | GDDR5       | 64             | 1.2           | 12 (11_0)     | 4.6           | 1.2           | 692.7              | 28.9               | 25         | 69–79           |
| 지포스 GT 730          | 2014년 6월 18일  | GF108           | TSMC 40 nm | 585               | 116             | PCIe 2.0 x16         | 2        | 96:16:4        | 700        | 빈칸              | 빈칸              | 900 (1800)             | 2.8         | 11.0          | 1024 2048 4096 | 28.8          | DDR3        | 128            | n/a           | 12 (11_0)     | 4.6           | 1.1           | 268.8              | 33.6               | 49         | 69–79           |
| 지포스 GT 740          | 2014년 5월 29일  | GK107-425-A2    | TSMC 28HP  | 1270              | 118             | PCIe 3.0 x16         | 2        | 384:32:16      | 993        | 빈칸              | 빈칸              | 891 (1782)             | 15.9        | 31.8          | 1024 2048 4096 | 28.5          | DDR3        | 128            | 1.2           | 12 (11_0)     | 4.6           | 1.2           | 762.6              | 31.8               | 64         | 89–99           |
| 지포스 GT 740          | 2014년 5월 29일  | GK107-425-A2    | TSMC 28HP  | 1270              | 118             | PCIe 3.0 x16         | 2        | 384:32:16      | 993        | 빈칸              | 빈칸              | 1252 (5008)            | 15.9        | 31.8          | 1024 2048 4096 | 80.1          | GDDR5       | 128            | 1.2           | 12 (11_0)     | 4.6           | 1.2           | 762.6              | 31.8               | 64         | 89–99           |
| 지포스 GTX 745         | 2014년 2월 18일  | GM107-220-A2    | TSMC 28HP  | 1870              | 148             | PCIe 3.0 x16         | 3        | 384:24:16      | 1033       | 알 수 없음        | 알 수 없음        | 900 (1800)             | 16.5        | 24.8          | 1024 4096      | 28.8          | DDR3        | 128            | 1.3           | 12 (11_0)     | 4.6           | 1.2           | 793.3              | 24.8               | 55         | OEM             |
| 지포스 GTX 750         | 2014년 2월 18일  | GM107-300-A2    | TSMC 28HP  | 1870              | 148             | PCIe 3.0 x16         | 4        | 512:32:16      | 1020       | 1085              | 1163              | 1250 (5000)            | 16.3        | 32.6          | 1024 2048 4096 | 80            | GDDR5       | 128            | 1.3           | 12 (11_0)     | 4.6           | 1.2           | 1044.5             | 32.6               | 55         | 119             |
| 지포스 GTX 750 Ti      | 2014년 2월 18일  | GM107-400-A2    | TSMC 28HP  | 1870              | 148             | PCIe 3.0 x16         | 5        | 640:40:16      | 1020       | 1085              | 1200              | 1350 (5400)            | 16.3        | 40.8          | 1024 2048 4096 | 86.4          | GDDR5       | 128            | 1.3           | 12 (11_0)     | 4.6           | 1.2           | 1305.6             | 40.8               | 60         | 149             |
| 지포스 GTX 760 192비트 | 2013년 10월 17일 | GK104-200-KD-A2 | TSMC 28HP  | 3540              | 294             | PCIe 3.0 x16         | 6        | 1152:96:24     | 824        | 888               | 889               | 1450 (5800)            | 19.8        | 79.1          | 1536 3072      | 139.2         | GDDR5       | 192            | 1.2           | 12 (11_0)     | 4.6           | 1.2           | 1896.2             | 79.0               | 130        | OEM             |
| 지포스 GTX 760         | 2013년 6월 25일  | GK104-225-A2    | TSMC 28HP  | 3540              | 294             | PCIe 3.0 x16         | 6        | 1152:96:32     | 980        | 1033              | 1124              | 1502 (6008)            | 31.4        | 94            | 2048 4096      | 192.3         | GDDR5       | 256            | 1.2           | 12 (11_0)     | 4.6           | 1.2           | 2257.9             | 94.1               | 170        | 249 (219)       |
| 지포스 GTX 760 Ti      | 2013년 9월 27일  | GK104           | TSMC 28HP  | 3540              | 294             | PCIe 3.0 x16         | 7        | 1344:112:32    | 915        | 980               | 1084              | 1502 (6008)            | 29.3        | 102.5         | 2048           | 192.3         | GDDR5       | 256            | 1.2           | 12 (11_0)     | 4.6           | 1.2           | 2459.5             | 102.5              | 170        | OEM             |
| 지포스 GTX 770         | 2013년 5월 30일  | GK104-425-A2    | TSMC 28HP  | 3540              | 294             | PCIe 3.0 x16         | 8        | 1536:128:32    | 1046       | 1085              | 1130              | 1752.5 (7010)          | 33.5        | 134           | 2048 4096      | 224           | GDDR5       | 256            | 1.2           | 12 (11_0)     | 4.6           | 1.2           | 3213.3             | 133.9              | 230        | 399 (329)       |
| 지포스 GTX 780         | 2013년 5월 23일  | GK110-300-A1    | TSMC 28HP  | 7080              | 561             | PCIe 3.0 x16         | 12       | 2304:192:48    | 863        | 900               | 1002              | 1502 (6008)            | 41.4        | 160.5         | 3072 6144      | 288.4         | GDDR5       | 384            | 1.2           | 12 (11_0)     | 4.6           | 1.2           | 3976.7             | 165.7              | 230        | 649 (499)       |
| 지포스 GTX 780 Ti      | 2013년 11월 7일  | GK110-425-B1    | TSMC 28HP  | 7080              | 561             | PCIe 3.0 x16         | 15       | 2880:240:48    | 876        | 928               | 1019              | 1752.5 (7010)          | 42.0        | 210.2         | 3072           | 336.5         | GDDR5       | 384            | 1.2           | 12 (11_0)     | 4.6           | 1.2           | 5045.7             | 210.2              | 230        | 699             |
| 지포스 GTX 타이탄      | 2013년 2월 21일  | GK110-400-A1    | TSMC 28HP  | 7080              | 561             | PCIe 3.0 x16         | 14       | 2688:224:48    | 837        | 876               | 993               | 1502 (6008)            | 40.2        | 187.5         | 6144           | 288.4         | GDDR5       | 384            | 1.2           | 12 (11_0)     | 4.6           | 1.2           | 4499.7             | 1300-1499.9        | 230        | 999             |
| 지포스 GTX 타이탄 블랙 | 2014년 2월 18일  | GK110-430-B1    | TSMC 28HP  | 7080              | 561             | PCIe 3.0 x16         | 15       | 2880:240:48    | 889        | 980               | 1058              | 1752.5 (7010)          | 42.7        | 213.4         | 6144           | 336.5         | GDDR5       | 384            | 1.2           | 12 (11_0)     | 4.6           | 1.2           | 5120.6             | 1706.9             | 230        | 999             |
| 지포스 GTX 타이탄 Z    | 2014년 5월 28일  | 2x GK110-350-B1 | TSMC 28HP  | 2x 7080           | 2x 561          | PCIe 3.0 x16         | 2x 15    | 2x 2880:240:48 | 705        | 876               | 알 수 없음        | 1752.5 (7010)          | 2x 33.8     | 2x 169        | 2x 6144        | 2x 336.5      | GDDR5       | 2x 384         | 1.2           | 12 (11_0)     | 4.5           | 1.2           | 5046x2             | 1682x2             | 375        | 2999            |
| 모델                   | 출시             | 암호명          | 제조 (nm)  | 트랜지스터 (백만) | 다이 크기 (mm2) | 버스 인터페이스      | SMX 개수 | 코어 구성      | 클럭 속도  | 클럭 속도         | 클럭 속도         | 클럭 속도              | 필레이트    | 필레이트      | 메모리 구성    | 메모리 구성   | 메모리 구성 | 메모리 구성    | 지원 API 버전 | 지원 API 버전 | 지원 API 버전 | 지원 API 버전 | 처리 능력 (GFLOPS) | 처리 능력 (GFLOPS) | TDP (와트) | 출시 가격 (USD) |
| 모델                   | 출시             | 암호명          | 제조 (nm)  | 트랜지스터 (백만) | 다이 크기 (mm2) | 버스 인터페이스      | SMX 개수 | 코어 구성      | 기본 (MHz) | 평균 부스트 (MHz) | 최대 부스트 (MHz) | 메모리 (MHz)           | 픽셀 (GP/s) | 텍스처 (GT/s) | 크기 (MB)      | 대역폭 (GB/s) | DRAM 유형   | 버스 폭 (비트) | 벌컨          | Direct3D      | OpenGL        | OpenCL        | 단정밀도           | 배정밀도           | TDP (와트) | 출시 가격 (USD) |

1. 1 2  통합 셰이더: 텍스처 매핑 유닛: 렌더 출력 유닛
2. ↑  처리 능력 계산은 맥스웰 (마이크로아키텍처)#성능, 또는 케플러 (마이크로아키텍처)#성능을 참조한다.
3. 1 2  최대 부스트는 ASIC 품질에 따라 달라진다. 예를 들어, 80% 이상의 ASIC 품질을 가진 일부 GTX TITAN은 기본적으로 1019 MHz에 도달할 수 있으며, ASIC 품질이 낮으면 1006 MHz 또는 993 MHz가 될 것이다.
4. ↑  맥스웰은 벌컨 버전 1.3을 지원하며, 케플러는 벌컨 버전 1.2만 지원한다. 페르미는 벌컨 API를 전혀 지원하지 않는다.[25]
5. 1 2  케플러는 Direct3D 11.1 API를 통해 기능 수준 11_0에서 일부 선택적 11.1 기능을 지원하지만, 엔비디아는 케플러가 수준 11_1을 충족하기 위해 4가지 비게임 기능을 활성화하지 않았다.[26][27]
6. ↑  지포스 GT 705 (OEM)는 지포스 GT 610의 재배지이며, 이는 다시 지포스 GT 520의 재배지이다.
7. ↑  지포스 GT 730 (DDR3, 64비트)는 지포스 GT 630 (Rev. 2)의 재배지이다.
8. ↑  지포스 GT 730 (DDR3, 128비트)는 지포스 GT 630 (128비트)의 재배지이다.
9. ↑  지포스 GT 740 (OEM)은 지포스 GTX 650의 재배지이다.
10. 1 2 3  케플러 GPC는 클럭당 8픽셀을 래스터화할 수 있지만, 완전히 활성화된 GK110 GPU(780 Ti/TITAN Black)는 48개의 ROP와 모든 SMX 유닛이 물리적으로 존재함에도 불구하고 클럭당 40픽셀(5 GPC)만 출력할 수 있다. GTX 780 및 GTX 760의 경우, 칩에서 어떤 SMX가 비활성화되었는지에 따라 5/4 GPC 또는 4/3 GPC와 같이 픽셀 필레이트가 다른 여러 GPC 구성이 가능하다.
11. 1 2  지포스 GTX 760 Ti (OEM)는 지포스 GTX 670의 재배지이다.

## 지원 중단

엔비디아 지포스 GTX 760. 이 특정 모델은 엔비디아 보드 파트너인 EVGA에서 제조했다.

엔비디아는 2018년 3월 마지막 Release 390.x 드라이버인 391.35가 출시된 후 32비트 운영 체제용 32비트 드라이버 출시를 중단했다.
케플러 노트북 GPU는 2019년 4월 레거시 지원으로 전환되었으며 2020년 4월에 보안 업데이트 수신을 중단했다. 7xxM 제품군의 모든 노트북 GPU가 이 변경 사항의 영향을 받았다.
엔비디아는 Release 470 드라이버 이후 윈도우 7 및 윈도우 8.1 운영 체제에 대한 드라이버 지원을 레거시 상태로 전환하고 2024년 9월까지 이러한 운영 체제에 대한 중요한 보안 업데이트를 계속 제공할 것이라고 발표했다.
엔비디아는 2021년 9월부터 모든 나머지 케플러 데스크톱 GPU가 레거시 지원으로 전환되며 2024년 9월까지 중요한 보안 업데이트가 지원될 것이라고 발표했다. 7xx 데스크톱 GPU 제품군의 엔비디아 지포스 GTX 745, 750 및 750 Ti는 이 변경 사항의 영향을 받지 않을 것이다.
윈도우에서 윈도우 7 및 윈도우 8.1 64비트의 케플러용 64비트 컴퓨팅 능력 3.5를 사용하는 CUDA를 완전히 지원하는 마지막 드라이버는 388.71이며, 최신 CUDA-Z 및 GPU-Z로 테스트되었다. 이 드라이버 이후 지포스 700 시리즈 GK110 케플러 아키텍처의 64비트 CUDA 지원이 중단되었다.

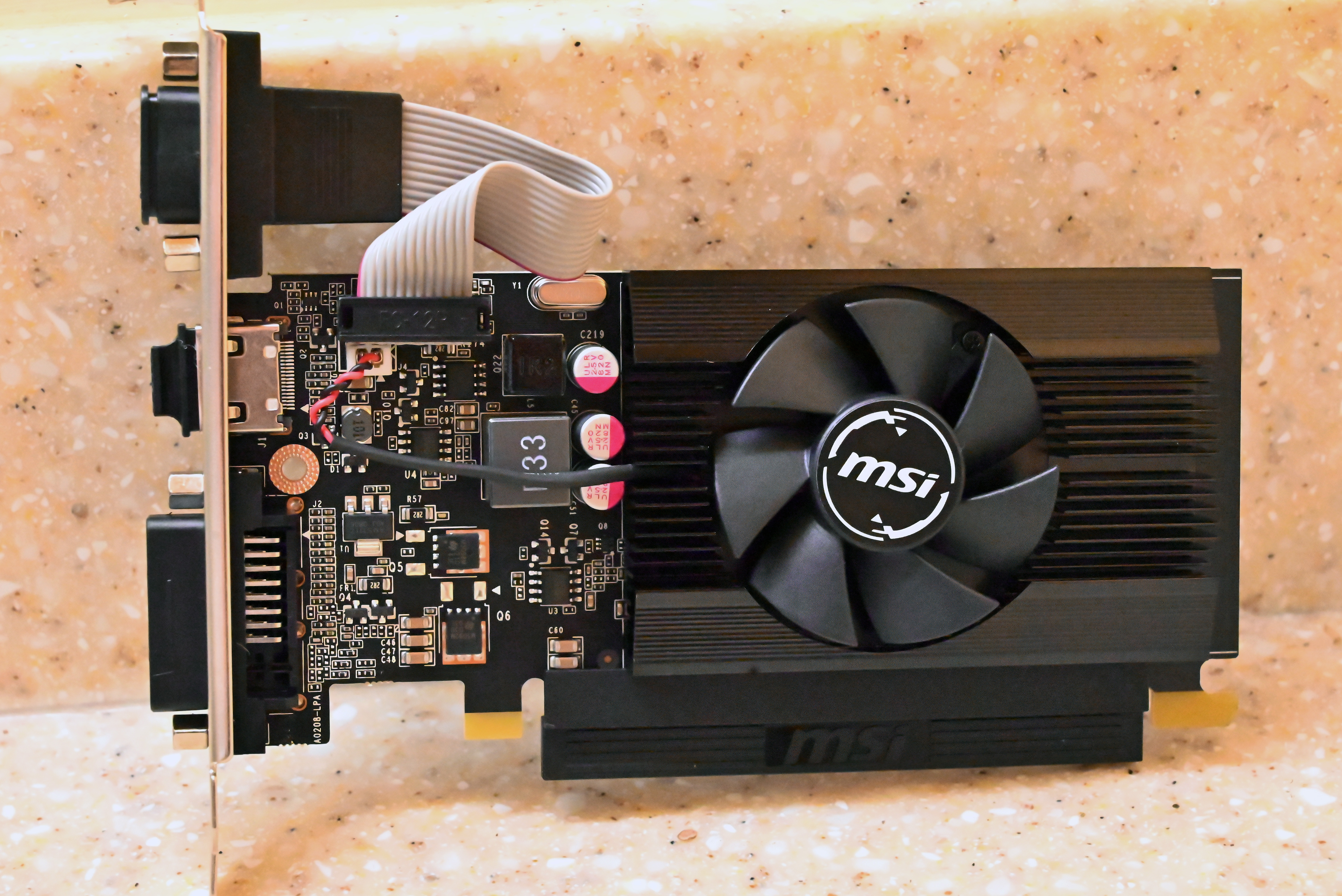
MSI 로우 프로파일 지포스 710

윈도우 XP에서 모니터 유형 감지가 제대로 작동하는 마지막 드라이버는 352.86이다.
2025년 5월, 엔비디아는 맥스웰, 파스칼, 볼타 아키텍처에 대한 개발자 지원을 중단했으며, 여기에는 GTX 700 시리즈의 맥스웰 기반 모델도 포함된다. 드라이버 업데이트는 제한된 기간 동안 계속될 것으로 예상된다.

## 같이 보기
- 지포스 400 시리즈
- 지포스 500 시리즈
- 지포스 600 시리즈
- 지포스 800M 시리즈
- 지포스 900 시리즈
- 지포스 10 시리즈
- 엔비디아 테슬라